# P.V. Narasimha Rao
P.V. Narasimha Rao (Pamulaparthi Venkata Narasimha Rao, populärt: Chanakya), född 28 juni 1921 i Laknepalli nära Narsampet, Andhra Pradesh, död 23 december 2004 i Delhi, var en indisk politiker som var Indiens premiärminister 1991–1996.
Innan Rao blev politiker på federal nivå var han chefsminister (Chief Minister) i hemstaten Andhra Pradesh. Han utsågs till flera olika ministerposter av unionens premiärminister Indira Gandhi, bland annat var han utrikesminister. Rao tjänstgjorde även i Rajiv Gandhis regering, och efter mordet på denne blev Rao själv vald till premiärminister.
Under Raos tid som premiärminister började man rucka på den socialistiska kommandoekonomi som hittills präglat det självständiga Indien. Tack vare de genomförda liberaliseringarna växte Indiens ekonomi rekordartat under Raos tid. Genomsnittet i tillväxt blev 5,5%. Raos finansminister, Manmohan Singh, kunde tack vare framgångarna för dessa liberaliseringar bli Indiens trettonde premiärminister vid Kongresspartiets återkomst till makten 2004.
Rao var kulturellt intresserad, och kunde läsa och skriva på inte mindre än 17 olika språk. Han skrev själv dikter på telugu och hindi och gjorde översättningar av andras verk från telugu till hindi, och från marathi till telugu. Rao har också föreläst vid universitet i USA och Tyskland och gjort många resor till länder som Storbritannien, Schweiz, Italien och Egypten.
Rao hade juridisk examen. Han fick 3 söner och 5 döttrar.